# Jacques-Louis Mahé
Louis Pierre Joseph Mahé, plus connu sous le nom de Jacques-Louis Mahé ou sous le pseudonyme Lorjak, né le 18 avril 1912 à Nantes et mort le 4 août 1992 à Ivry-sur-Seine, est un espérantiste et réalisateur français. Il est pionnier du cinéma en espéranto.

## Biographie
Jacques-Louis Mahé nait le 18 avril 1912 à Nantes, en France. Ses parents sont Louis Victor Marie Mahé, sculpteur, et Marie Augustine Mahé, née Dujardin. Il a deux sœurs aînées : Marie-Louise et Émilienne. En 1920, la famille déménage à Paris, où Jacques-Louis Mahé fait ses études. Il étudie la photographie et le cinéma en autodidacte. Il travaille comme projectionniste, photographe de publicité et réalisateur dans son studio parisien, situé rue du Renard. Il épouse Germaine Faucher avec qui il aura deux enfants : Clair et Miette. Il meurt à Paris le 4 août 1992 et est enterré à Vitry-Petit-Vitry.
Jacques-Louis Mahé apprend l’espéranto en 1928 et l’enseigne à Paris selon la méthode Cseh. En 1936, il devient pionnier du cinéma espérantiste en produisant le film muet Antaŭen. Ce film sera diffusé en avant-première lors de la conférence internationale Esperanto en moderna vivo, en 1937. Entre 1963 et 1964, il produit le premier long-métrage en espéranto Angoroj.